# Scooby-Doo möter bröderna Bu
Scooby-Doo möter bröderna Bu (engelska Scooby-Doo Meets the Boo Brothers) är en amerikansk tecknad film från 1987, producerad av Hanna-Barbera Productions och regisserad av Paul Sommer och Carl Urbano. Filmen har givits ut på både VHS och DVD med svenskt tal.
Serien följer ungefär fortsättningen av 1980-erans Scooby-Doo och Scrappy-Doo-serie, i vilken Shaggy Rogers, Scooby-Doo och Scrappy-Doo är de enda i mysteriegänget som visas i filmen.

## Handling
Shaggy får besked om att hans farbror, överste Beauregard, har dött och lämnat honom en lantegendom, som enligt rykten är hemsökt av spöken. Shaggy, Scooby och Scrappy beger sig till överstens herrgård för att Shaggy ska få sitt arv. Men vid ankomsten blir de jagade av en huvudlös ryttare. De stöter även på överstens spöke som hotar med att hemska saker kommer att hända dem om de inte lämnar platsen. Därefter möter de den läskige betjänten Farquard som berättar för dem att en stor förmögenhet i juveler är gömd någonstans på gården och att det rättmätigt är hans och att Shaggy inte har något där att göra. Men gänget beslutar sig för att leta rätt på juvelerna ändå. Den lokala sheriffen som är på spåren efter en förrymd cirkusapa är dock skeptisk till juvelernas existens. De följer stigen genom ett antal ledtrådar som översten har gömt, men deras framsteg avbryts av ett antal spöklika uppenbarelser som inkluderar levande skelett, huvudlösa lik och överstens spöke. För att fördriva spökena kontaktar de "bröderna Bu", tre fumliga spökjägare (modellerade efter komeditrion The Three Stooges) som själva visar sig vara spöken. Är Beauregardgården verkligen hemsökt eller har spökena skapats av någon som är ute efter att lägga beslag på skatten själv? Det finns gott om misstänkta, bland annat Farquard och överstens granne, Billy Bob, vars familj har varit i fejd med Beauregards familj i generationer.

## Svenska röster
- Stefan Frelander som Scooby-Doo
- Thomas Engelbrektson som Shaggy
- Håkan Mohede som Scrappy-Doo
- Dan Bratt som Skrämmo, Skriko, Farquard, översten och apan
- Mikael Roupé som T.J. Buzby, sheriffen, Spako, Billy Bob och skelettet
- Gizela Rasch som Sarah Maj